# Костева Пастіль
Костева Пастіль — село Великоберезнянської селищної громади, в Ужгородському районі, Закарпатської області . Населення 353 чоловік, станом на 2022 рік. 
Село розташоване в гірській місцевості, у долині потічка Великий, лівої притоки річки Уж. Протяжність села 3 км центральною дорогою, і одна вулиця в сторону церкви 420 м.
Перші письмові джерела про село відносяться до 1567 року. У середині XVI століття шолтис на ім'я Костя (повне ймення якого саме Костя, але не Костянтин) заснував поселення, очевидно, на володіннях Ужгородсько-Невицької домінії Другетів.
Зміна назв села:1768- Kosztyova Pasztil, 1773-Kostyava Pasztely, 1851-Pasztély (Kosztyova), 1913- Nagypásztély.
Згідно з податковими відомостями 1567 року в селі проживало 3 шолтиські родини.
У 1599 році тут налічувалося 26 селянсько-кріпацьких і одне-два шолтиські господарства. Тоді ймовірно існувала православна церква, згадки про яку відомі з першої половини XVII століття.
Значне зменшення кількості населення спостерігалося у 1750-60-х роках. Тоді тут працював водяний млин, який зберігся до 50-х років минулого століття.
```
  Наразі в селі функціонує початкова-школа філія Великоберезнянського ліцею, яка була побудована в 1919 році. Також є будівля, в якій функціонують: клубна установа, бібліотека, фельдшерсько-акушерський пункт. Будівля була збудована у 1979 році.
```

Ще є в селі церковна фара, раніше це був дитячий садок до 1997 року, перед дитячим садочком в будівлі функціонувала лікарня-пологовий будинок сіл Костева Пастіль, Розтоцька Пастіль, Бегендяцька Пастіль, Пастілки, Чорноголова.

## Храми
У 1751 році джерела згадують про дерев'яну церкву Пресвятої Діви Марії . Церква мала два дзвони і була прикрашена церковними образами. Існуюча мурована церква базилічного стилю була споруджена в 1830 році. У 1907 році її розмалювали в Будапешті зробили новий іконостас.
Церква Різдва пр. богородиці.
У 1751 р. за пароха Михайла Форковича згадують дерев'яну церкву Пр. Діви Марії в доброму стані з двома дзвонами, оздоблену всіма образами. Очевидно, місце цієї церкви позначене тепер хрестом на бережку «Цинтарь», нижче теперішньої церкви.
Муровану церкву збудували в традиційному базилічному стилі (за шематизмом 1915 р., датою побудови є 1830 р.).
У 1907 р. зусиллями о. Августина Ясенчака церкву було розмальовано, закуплено нові прикраси і зроблено в Будапешті новий іконостас, що коштувало близько 8000 корон. На другий день Зішестя Св. Духа намісник о. Андрій Мелеш посвятив обновлену церкву. У вівтарі, на кивоті зберігся угорський напис: «Цей вівтар зроблено в 1891 р. за благочинного Костянтина Ковача і головного куратора Станка Леня. Виготовив в Ужгороді єпархіальний різьбар і золотар Петро Ковалицький».
Церківник Юрій Штабель згадував, що на стіні в вштарі було написано прізвище художника Ґоґоли, що в 1958 р. за солідну винагороду перемалював інтер'єр церкви.
Значне оновлення церкви відбулося близько 1942 р. за священика о. Антона Пукана. Тоді технічну документацію підготував ужгородський інженер Емиліян Еґреші, виконавцем робіт був також ужгородець, будівельник Андрій Васько, а Павлович з Дубриничів наново поштукатурив церкву зовні. Збудували також одноярусну дерев'яну каркасну дзвіницю, бо вежа не витримувала розгойдування дзвонів. Припускають, що збудувати дзвіницю міг Іван Цибик — найкращий на той час майстер. Найбільший дзвін скинули з вежі за Австрії для військових потреб.
Тепер у дзвіниці — три дзвони. Великий відлитий в М. Ґеївцях у 1922 р. Купив його Михайло Сарай за гроші, зароблені в Америці, це його подяка за врятування йому життя. Малий дзвін, виготовив Ласло Шандор у 1831 p., також походить з М. Ґеївців. Мурований хрест біля дзвіниці поставила група вірників у 1913 р.
Біля церкви — кілька поховань священиків, які служили в церкві. Кам'яні хрести є на могилах Олександра Аеґези (1870) та ієрея Миколи Даниловича (1840—1883), металевий — на могилі Олександра Ференца.
Парох села Степан Антонишин у 1948 р. був засуджений на 25 років каторги. Подальша його доля невідома.

## Персоналії
Ернест Контратович- народний художник УРСР та Незалежної України. Помер в 2009 році. 
Венцель Наталія - народний умілець. 

## Населення
Згідно з переписом УРСР 1989 року чисельність наявного населення села становила 309 осіб, з яких 140 чоловіків та 169 жінок.
За переписом населення України 2001 року в селі мешкало 297 осіб.

### Мова
Розподіл населення за рідною мовою за даними перепису 2001 року:
| Мова       | Чисельність | Відсоток |
| ---------- | ----------- | -------- |
| українська | 303         | 99,67%   |
| російська  | 1           | 0,33%    |
| Усього     | 304         | 100%     |

## Туристичні місця
- храм Різдва пр. богородиці. 
- Джерело № 7 — гідрологічна пам'ятка природи місцевого значення. Площа — 0,3 га, статус отриманий у 1984 році. 
- Єврейське кладовище яке знаходиться на урочищі "Грун". 